# Nálezová databáze ochrany přírody
Nálezová databáze ochrany přírody (NDOP) je aplikace určená k zadávání a editaci dat o výskytu druhů rostlin a živočichů. Je výsledkem dlouhodobé aktivity Agentury ochrany přírody a krajiny ČR v druhové ochraně. Dle nastavených pravidel má právo vkládat, editovat, a také prohlížet data, vedle interních zaměstnanců AOPK ČR rovněž široký okruh odborných spolupracovníků. AOPK ČR využívá NDOP pro svou činnost již od roku 2008.

## Využití databáze
NDOP umožňuje využití dat jak pro ochranu přírody v celostátním, regionálním i místním měřítku všemi relevantními subjekty veřejné správy, jako jsou organizace resortu životního prostředí, či krajské obecní úřady, tak i pro výzkumné účely univerzitami a vysokými školami, ústavy Akademie věd a muzei. Více o možnosti zpřístupnění se lze dozvědět na stránkách portal.nature.cz.
Data jsou využívána veřejnou správou při zajišťování druhové i územní ochrany (vydávání výjimek ze zákona o ochraně přírody a krajiny, podpora realizace potřebných opatření), autorizovanými osobami při posuzování vlivů koncepcí a samozřejmě záměrů (SEA, EIA, biologická a tzv. naturová hodnocení), investory pro včasné informování o zájmech ochrany přírody při přípravě záměrů a také k plnění povinností vyplývajících z členství České republiky v Evropské unii (zpracovávání hodnotících zpráv o stavu populací druhů pro Evropskou komisi). Data jsou na základě smluv také poskytována pro výzkumné účely včetně diplomových a disertačních prací.

## Systém
NDOP sestává ze dvou aplikací – zapisovací a prohlížecí:
- Prostřednictvím zapisovací aplikace je možné zadávat jednotlivá pozorování spolu se zakreslením bodu či polygonu do mapy, s uvedením všech autorů pozorování i s podrobnostmi k jednotlivým nálezům (např. etologie, biotopové či taxonomické poznámky apod.). Druhové nálezy jsou do databáze zadávány jednak jako dílčí pozorování, ale také hromadnými importy z některých přírodovědných projektů (např. z aktualizace vrstvy mapování biotopů)
- Prohlížecí aplikace slouží k zobrazování dat vyfiltrovaných dle zadaných kritérií, kterými mohou být druh, datum registrace, lokalizace, autor, zdroj, region, či katastr, případně kombinace těchto kritérií.